# Schoorsteenveger

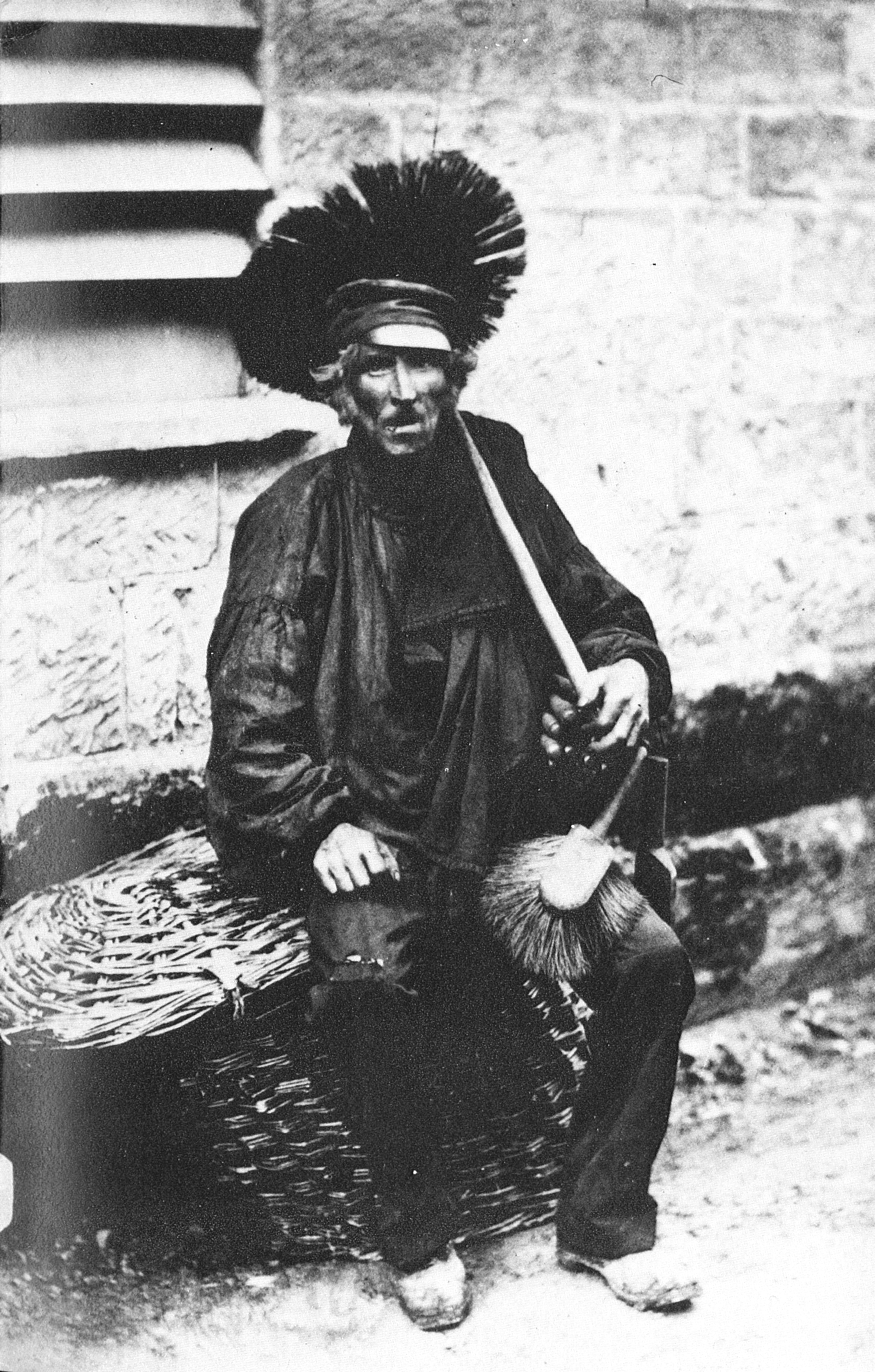
Een schoorsteenveger in 1850

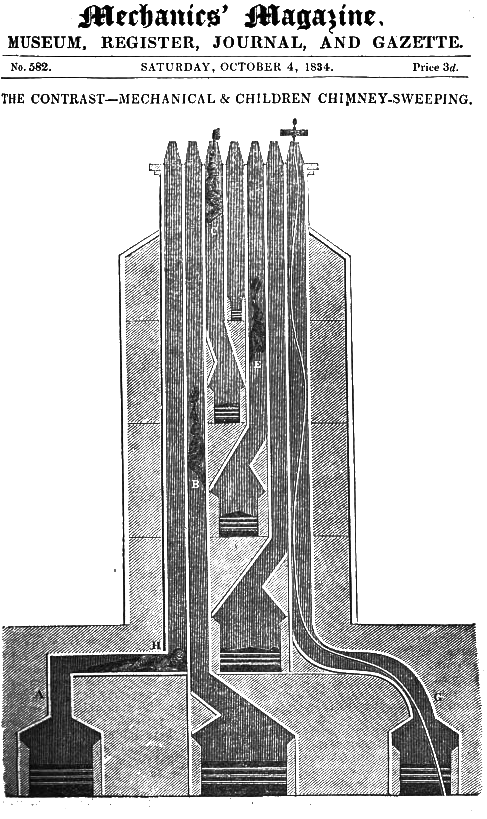
Een tekening uit 1834 die veegmethodes voor zeven verschillende rookkanalen uitbeeldt

Een schoorsteenveger is iemand die schoorstenen schoonmaakt. Dit is regelmatig nodig om schoorsteenbranden en koolmonoxidevergiftiging te voorkomen. Meestal kan een schoorsteenveger ook cv-installaties, kachels en open haarden controleren. 

## Geschiedenis
Het beroep schoorsteenveger nam een flinke vlucht met de verstedelijking die samenhing met de industriële revolutie. Gebouwen werden hoger en de rookkanalen van verscheidene woningen vaak gegroepeerd in één schoorsteen. Aanvankelijk werden veelal kinderen als 'leerlingen' ingezet omdat die de nauwe schoorstenen in konden klimmen om ze schoon te maken. Het was vies en ongezond werk waarbij men veel in aanraking kwam met roet, met huid- en longkanker of verstikking als mogelijke gevolgen. De schoorsteenveger Joseph Glass (1791-1867) was een bekend bestrijder van deze praktijk en de uitvinder van een aantal hulpmiddelen voor zijn vak. In 1828 bracht hij een model veger op de markt die de voorloper was van het thans nog gebruikte gereedschap.

## Festivals en musea
Op een aantal plaatsen wordt al dan niet jaarlijks een schoorsteenvegersfestival gehouden. Dat gebeurt onder meer in Santa Maria Maggiore in Italië en in het Britse Rochester. Aan het beroep werden twee musea gewijd: eentje in Santa Maria Maggiore en de andere in Wenen.

## Trivia
- In Duitsland wordt het zien van een schoorsteenveger, die daar een herkenbaar uniform heeft, als een teken van geluk gezien. Ook van een schoorsteenveger een hand krijgen, zou geluk brengen. Overigens is periodieke controle door erkende schoorsteenvegers verplicht in Duitsland.[4]
- Zwarte Piet zou zijn donkere kleur gekregen hebben door het roet uit schoorstenen, maar er zijn ook andere verklaringen.
- Ook La Befana is zwart door het roet in een schoorsteen.
- In het sprookje De grafheuvel van de Gebroeders Grimm wordt de duivel schoorsteenveger en Zwartjan genoemd.
- Vakschoorsteenvegers zijn in Nederland georganiseerd via de Algemene Schoorsteenvegers Patroons Bond, de A.S.P.B.[5]

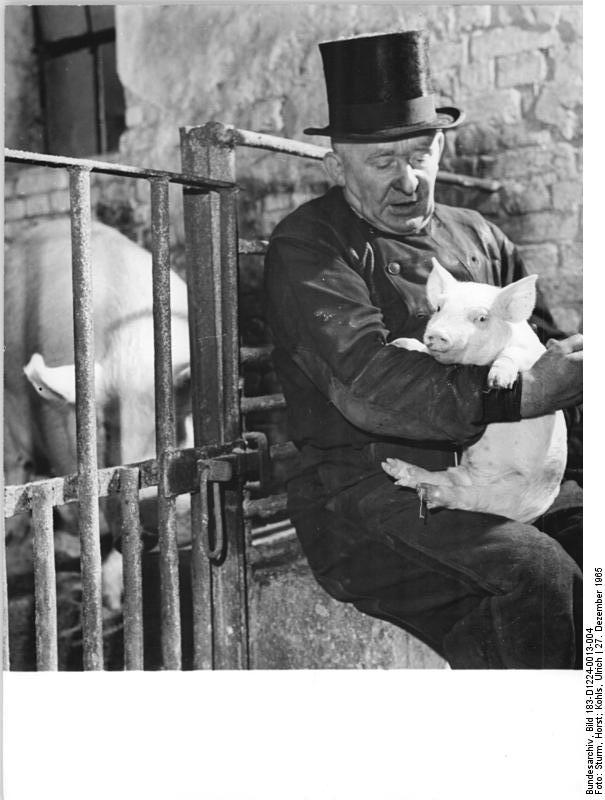
Deze geluksbrenger, de schoorsteenveger, wenst een succesvol 1966. In de volksmond wordt gezegd dat wie de "zwarte man" ontmoet of hem zelfs maar aanraakt tijdens de jaarwisseling, zijn geluk niet zal verliezen in alles wat hij doet. Deze foto geeft dubbel geluk, omdat het varken in dit land ook als een geluksmakelaar (Glücksschwein) wordt beschouwd.